# Lohsa
Lohsa (hornolužickosrbsky Łaz) je obec v Horní Lužici v německé spolkové zemi Sasko. Nachází se v zemském okrese Budyšín a má přibližně 5 100 obyvatel.

## Historie
První písemná zmínka o vsi pochází z roku 1343, kdy je uváděna jako Lose. V průběhu 20. století zcela zaniklo 8 místních částí v důsledku povrchové těžby hnědého uhlí.

## Přírodní poměry
Lohsa leží na severovýchodě zemského okresu Budyšín na hranici se zemským okresem Zhořelec, asi 20 kilometrů severně od okresního města Budyšín a jihovýchodně od velkého okresního města Hoyerswerda. Nejvýznamnějším vodním tokem je Kleine Spree (Malá Spréva). Svou plochou je Lohsa největší obcí okresu. Velkou část rozlohy obce zaujímají bývalé hnědouhelné lomy, které prošly od druhé poloviny 20. století rekultivací a byly přeměněny v rekultivační jezera náležející k oblasti Lužických jezer. Do východní části území zasahuje biosférická rezervace Oberlausitzer Heide- und Teichgebiet. Obcí prochází železniční trať Węgliniec–Roßlau s nádražím Lohsa.

## Správní členění
Lohsa se dělí na 15 místních částí:
- Dreiweibern (Tři Žony)
- Driewitz (Drěwcy)
- Friedersdorf (Bjedrichecy)
- Groß Särchen (Wulke Ždźary)
- Hermsdorf/Spree (Hermanecy)
- Koblenz (Koblicy)
- Lippen (Lipiny)
- Litschen (Złyčin)
- Lohsa (Łaz)
- Mortka (Mortkow)
- Riegel (Roholń)
- Steinitz (Šćeńca)
- Tiegling (Tyhelk)
- Weißig (Wysoka)
- Weißkollm (Běły Chołmc)

## Obyvatelstvo
Celé území obce Lohsa náleží k lužickosrbské oblasti osídlení. Hornolužická srbština je zde rozšířená v běžném i společenském životě.

## Osobnosti
- Handrij Zejler (1804–1872), básník, kněz a národní buditel
- Rosemarie Ackermannová (* 1952), atletka

## Pamětihodnosti
- evangelický kostel v Lohse
- památník obětem války v Lohse
- Netopýří zámek Weißig
- památník Handrije Zejlera